# Murbeckiella zanonii
Murbeckiella zanonii là một loài thực vật có hoa trong họ Cải. Loài này được (Ball) Rothm. mô tả khoa học đầu tiên năm 1939.